# محمد خضری
محمد خضری (انگلیسی: Mohamed Khadry) بازیکن واترپلو اهل مصر بود.